# Сребрно доба руске поезије
Сребрно доба (рус. Сере́бряный век) је термин који руски филолози традиционално примењују на последњу деценију 19. века и прве две или три деценије 20. века. Био је то изузетно стваралачки период у историји руске поезије, упоредо са златним веком пре једног века. Термин сребрно доба први је предложио филозоф Николај Берђајев, али је тек 60-их година прошлог века постало уобичајено да се тако односи на ово доба у књижевности. У западном свету други термини, укључујући Fin de siècle, су нешто популарнији. За разлику од златног доба, ауторке су знатно утицале на покрет, а Сребрно доба се сматра почетком формалног академског и друштвеног прихватања књижевница у руску књижевну сферу.

## Историја
Иако се може рећи да је Сребрно доба заиста почело појавом „Стихова о лепој дами“ Александра Блока, многи научници су проширили хронолошки оквир периода и укључили дела из 1890-их, почевши од манифеста Николаја Минског „Са светлошћу савести“ (1890), расправа Дмитрија Мерешковског „О разлозима пропадања савремене руске књижевности“ (1893), алманах Валерија Брјусова „Руски симболисти“ (1894), поезија Константина Балмонта и Мира Лохвитскаја.
Почетак 20. века био је период и друштвених и културних преокрета и потраге. Реалистички приказ живота више није задовољавао ауторе, а њихова поновна анализа и мимоилажење са класицима 19. века произвела је низ нових књижевних покрета.
Иако су у Сребрном добу доминирали уметнички покрети руског симболизма, акмеизма и руског футуризма, многе поетске школе су цветале, укључујући и тенденцију мистичног анархизма унутар симболистичког покрета. Било је и песника као што су Иван Буњин и Марина Цветајева који су одбили да се придруже било ком од ових покрета. Александар Блок се појавио као водећи песник, кога су скоро сви уважавали. У том периоду започете су и песничке каријере Ане Ахматове, Бориса Пастернака и Осипа Мандељштама, све дуге више деценија.
Сребрно доба је завршено након Руског грађанског рата. Блокова смрт и погубљење Николаја Гумиљева 1921, као и појава веома утицајне Пастернакове збирке Моја сестра је живот (1922), означили су крај доба. На Сребрно доба су се с носталгијом освртали песници емигранти, предвођени Георгијем Ивановим у Паризу и Владиславом Ходашевичем у Берлину.